# 中村愛依
中村 愛依（なかむら あい、2007年11月 - ）は、日本の子役。クラージュキッズに所属していた。

## おもな出演

### ドラマ
- ウルトラマンX 第10話（2015年、テレビ東京） - 須田花 役

### テレビ
- オモクリ監督 〜O-Creator's TV show〜（2014年 - 2015年、フジテレビ）

### CM
- 昭和住宅